# 都市美
都市美（としび）とは、英語のCity BeautifulやCivic Artの略で、都市の美しさの意味。近年、都市美協会、都市美対策審議会といった委員会等の会合名、都市美文化賞など表彰名称などに都市美がの呼称が現れ、各地方ごとに都市美協議会が当該組織を中心に発足している。

## 使用例
- 横浜市都市美対策審議会条例
- 高知市都市美条例
- 尼崎市都市美形成基準・尼崎市都市美形成建築物等の指定
- 広島市景観協議制度「都市美協議制度」広島市全域が対象